# Liste des évêques d'Arua
Cette page présente la liste des évêques d'Arua
Le diocèse d'Arua (en) (Dioecesis Aruaensis), en Ouganda, est créé le 23 juin 1958, par détachement de celui de Gulu.

## Sont évêques
- 12 février 1959-29 décembre 1984 : Angelo Tarantino
- 29 décembre 1984-27 mai 1986 : siège vacant
- 27 mai 1986-19 août 2009 : Frederick Drandua
- 19 août 2009-20 octobre 2010 : siège vacant
- depuis le 20 octobre 2010 : Sabino Odoki (Sabino Ocan Odoki)

## Sources
- Fiche du diocèse sur catholic-hierarchy.org